# Lobularia avellanae
Lobularia avellanae är en svampart som beskrevs av Velen. 1934. Lobularia avellanae ingår i släktet Lobularia, ordningen disksvampar, klassen Leotiomycetes, divisionen sporsäcksvampar och riket svampar.   Inga underarter finns listade i Catalogue of Life.